# Charles-Henri de Lobkowicz
Charles-Henri de Lobkowicz, né le 17 mai 1964 à Neuilly-sur-Seine, en France, est un mécène français issu de la maison de Lobkowicz.

## Biographie

### Enfance et famille
Charles-Henri de Lobkowicz naît le 17 mai 1964 à Neuilly-sur-Seine. Il est le troisième enfant d'une fratrie de quatre, issue du prince Édouard de Lobkowicz et de la princesse Françoise de Bourbon-Parme.
La famille réside durant une partie de sa jeunesse avenue Marceau, dans le 8e arrondissement de Paris.
Il suit son éducation en internat en Allemagne, en Angleterre, en Suisse et en France, tout en faisant de fréquentes visites au Liban, où ses parents passent une partie de l'année. Il est diplômé de l'université Duke, aux États-Unis.

### Activités

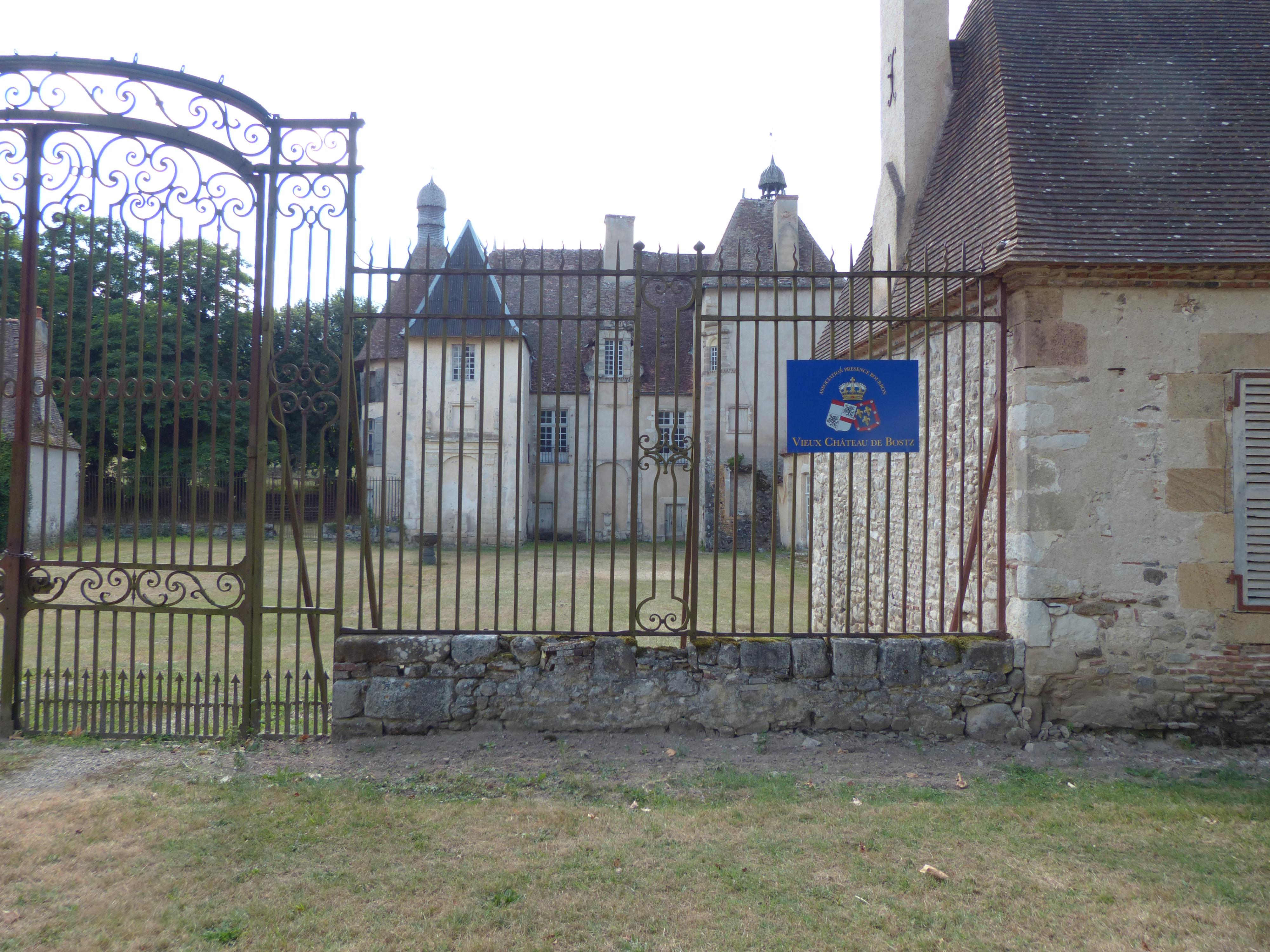
Le château du Vieux Bostz. Panneau de l'association Présence Bourbon avec les armes des maisons de Bourbon-Parme et de Lobcowicz.

Charles-Henri de Lobkowicz est propriétaire de quatre châteaux situés à Besson, dans le Bourbonnais, qu'il s'attache à restaurer avec l'aide de l'association Présence Bourbon, qu'il a créée, et des populations locales. Ces châteaux sont :
- le château de Fourchaud ;
- le château du Vieux Bostz[5] ;
- le château de Rochefort ;
- le château du Nouveau-Bostz (où il réside).

Ces châteaux viennent de sa mère, qui les tenait elle-même de sa mère Madeleine de Bourbon Busset. À terme, ils abriteront des collections d'art moderne et contemporain, et accueilleront diverses manifestations à caractère artistique (performances, résidence d'artistes) ainsi qu'un musée de la maison de Bourbon[réf. souhaitée].
Auparavant, Charles-Henri de Lobkowicz a été ambassadeur de la marque Chopard, et gestionnaire de fonds à la bourse de New York.

## Titres et honneurs
Charles-Henri de Lobkowicz porte la titulature suivante :
- depuis le 17 mai 1964 : Son Altesse Sérénissime le prince Charles-Henri de Lobkowicz.

Charles-Henri porte également d'autres titres de la maison de Lobkowicz, mais son titre principal reste celui de prince de Lobkowicz (titre du Saint-Empire romain germanique).

## Ascendance
Charles-Henri de Lobkowicz descend en ligne paternelle de la maison princière de Lobkowicz :
- Édouard de Lobkowicz (12 juin 1926, New York - 2 avril 2010, Paris) ;
- Édouard de Lobkowicz (20 juin 1899, château de Hradichtě, Blovice, Royaume de Bohême - 2 janvier 1959, Fribourg-en-Brisgau, Bade-Wurtemberg, République fédérale d’Allemagne).

Il descend en ligne maternelle de la maison royale de Bourbon :
- Françoise de Bourbon-Parme, née à Paris le 19 août 1928, fille de Xavier de Bourbon (1889-1977), duc de Parme, et de Madeleine de Bourbon Busset (1898-1984) ;
- François-Xavier de Bourbon-Parme (1889-1977), duc de Parme, fils de Robert Ier (1848-1907), prince et duc de Parme, et d'Antónia de Bragance (1862-1959) ;
- Robert Ier (1848-1907), duc de Parme, fils de Charles III (1823-1854), duc de Parme et de Plaisance, et de Louise d'Artois (1819-1864), fille du duc de Berry et petite-fille du roi de France Charles X (et descendante des rois de France Louis XV, Louis XIV, etc.).